# Битка при Солун (1014)
Вижте пояснителната страница за други значения на Битка при Солун.
Битката при Солун през 1014 г. е въоръжено стълкновение между българи и византийци, станало към края на войните на цар Самуил с Византия. Българска войска, предвождана от войводата Несторица, търпи тежко поражение от силите на солунския управител Теофилакт Вотаниат и не успява да отклони вниманието на главните византийски сили, които по същото време нападат укрепленията, издигнати от Самуил между планините Беласица и Огражден. Победата на Вотаниат осигурява тила и южния фланг на византийците, които скоро след това (на 29 юли) успяват да обходят и унищожат основната българска армия в Беласишката битка.

## Стратегическо положение
През лятото на 1014 г. византийският император Василий II предприема поредния си поход към България. От Беломорска Тракия, през Сяр и Рупелския пролом той навлиза в долината на река Струмешница и спира пред загражденията в северното подножие на Беласица, където е българската войска, предвождана от Самуил. За да отклони вниманието на императора, българският цар отделя една значителна част от силите си начело с Несторица и я изпраща на юг, за да нападне Солун.

## Поражението на Несторица
Несторица достига околностите на Солун. В полята западно от града (а според някои изследователи – близо до река Галик) той е пресрещнат от силна войска, водена от солунския дукс Теофилакт Вотаниат. Всичко известно за последвалия сблъсък, както и за повечето от предхождащите го събития, е предадено от византийски летописци. Синът на дукса, Михаил, предвожда нападението срещу българите и е обкръжен от тях. В ръкопашната схватка войските на Несторица търпят тежки загуби и отстъпват под прикритието на стрелци. Още едно нападение на Михаил начело на византийската конница води до окончателно поражение и бягство на българите. В ръцете на победителите падат голяма плячка и множество пленници. След като обезопасява по такъв начин Солун, Теофилакт Вотаниат се присъединява към Василий II при Беласица.
През същото лято Вотаниат е убит в теснините южно от Струмица от Самуиловия син Гаврил Радомир Несторица, който успява да се спаси от поражението при Солун, се предава на Василий II четири години по-късно (1018 г.), когато византийският император влиза в българската столица Охрид